# Храм Вознесения Господня (Берёзовка)

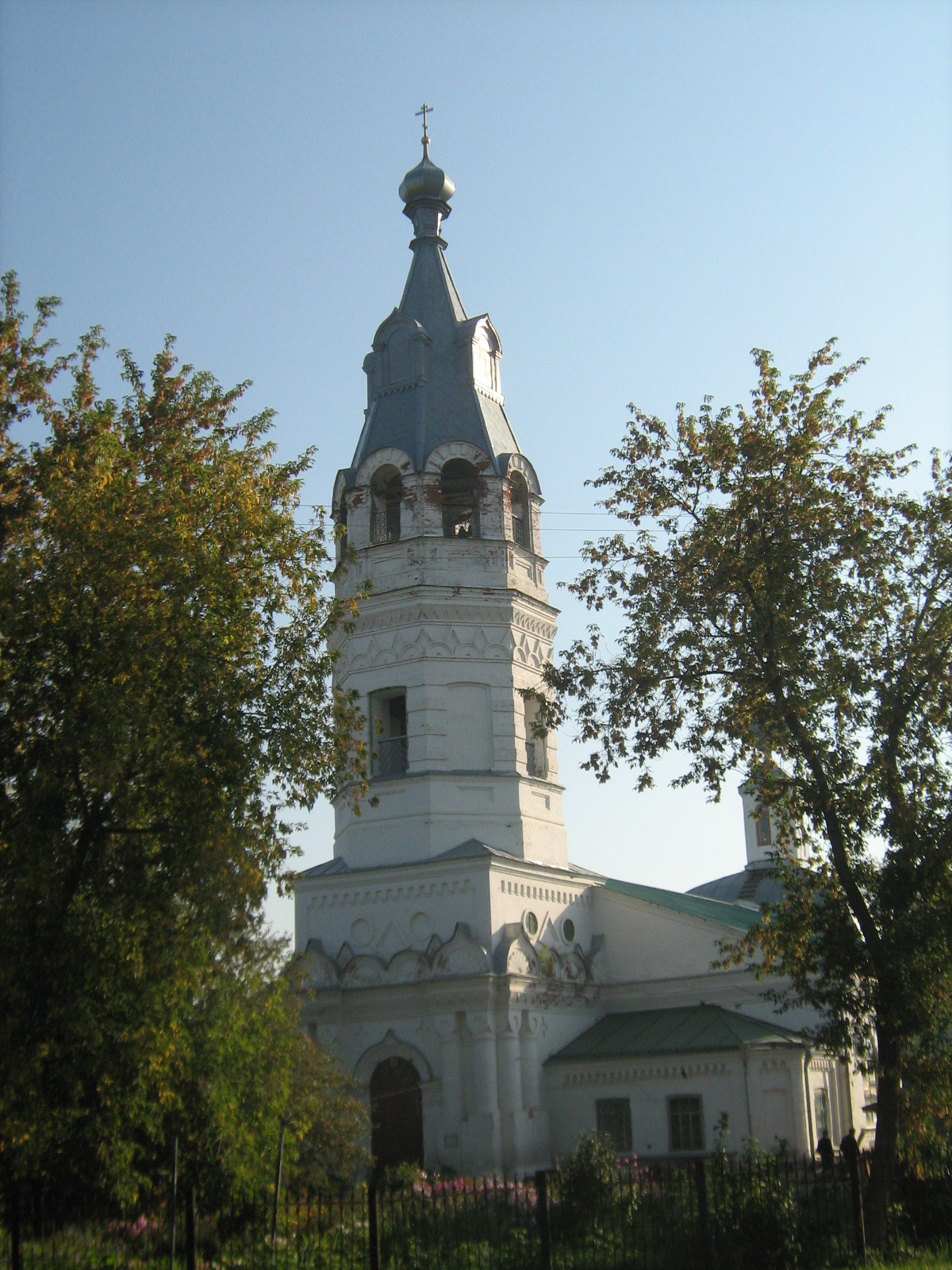
Колокольня храма, 2009 г.

Храм Вознесения Господня — православный храм в селе Берёзовка Берёзовского района Пермского края.

## История
Первая деревянная церковь построена в XVII веке. Взамен её в 1774 году сооружена вторая деревянная. Обе они были освящены в честь Вознесения Господня. В 1805 году заложена каменная церковь. Построена и освящена в 1811 году (левый придел). Два остальных придела освящены в 1820 и 1826 годах. Закрыта советскими властями 11 января 1936 года. Вновь открыта в 1991 году.
Согласно легенде на месте будущего храма произошло явление Божией Матери, что стало указанием к строительству. Несмотря на болотистую местность началось строительство храма. Храм изначально находился на окраине, ныне он находится в самом центре села по соседству с органами местного самоуправления. Изначально в храме существовал только один престол в честь Вознесения Господня, но с течением времени были построены два предела и освящены престолы в честь Василия Великого и Илии Пророка. Особо чтимой святыней в храме была икона Покрова Божьей Матери, написанная после покушения на Императора Александра II. При храме существовала церковно-приходская школа. Последний штат духовенства состоял из трёх священников и одного диакона.
В 1936 году храм был закрыт, духовенство храма было репрессировано, настоятель храма Павел Духонин и штатный священник Михаил Крючков в 1937 году были расстреляны. Вплоть до передачи храма Церкви в 1992 году в храме располагался дом культуры. После жёсткого общественного обсуждения в 1991 году было принято решение передать здание дома культуры Пермской епархии РПЦ. 8 декабря 1992 года благочинный Кунгурского церковного округа протоиерей Борис Бартов совершил малое освящение храма. Первым настоятелем после возрождения стал священник Владимир Нечаев, которого в конце 1993 года сменил на должности священник Георгий Щукин, который руководил приходом до 2015 года. Зимой 2015 года настоятелем прихода назначен иерей Иоанн Романчук. При отце Иоанне продолжились реставрационные работы внутри храма: обновили стены и расписали придел Пророка Илии. Через год, зимой 2016 года, настоятелем назначен иерей Максим Кулаков (Благочинный второго Кунгурского благочиния и настоятель храма Всех Святых в Кунгуре). При храме действует воскресная школа для детей и для взрослых. В 2012 году в храме была завершена реставрация настенной иконной росписи.
Главной святыней храма является чудотворная икона Божьей Матери «Троеручица», которая до 1937 года находилась в Архангело-Михайловском храме села Сажино, располагающемся в 15 км от Берёзовки. Неоднократно через молитву перед иконой получали исцеления крестьяне, страдавшие болезнями рук, которые были очень частым явлением, потому что приходилось очень много работать физически. После закрытия храма икона тайно хранилась в с. Заспалово Кунгурского района. В 2010 году икона была обнаружена и перенесена торжественным крестным ходом в Березовку. Ежегодно 27—28 июля совершатся крестный ход с иконой из Берёзовки в Сажино и обратно. Икона будет передана Архангело-Михайловскому храму села Сажино после завершения его капитальной реставрации.